# Liz Story
Liz Story (San Diego, California, 28 de octubre de 1956) es una compositora, pianista y teclista estadounidense de smooth jazz y new age, nominada varias veces a los premios Grammy.
Story comenzó su carrera musical, con 11 años interpretando el "Concierto para piano, nº 11" de Mozart. Después estudió en la Juilliard School y en el Hunter College, antes de comenzar a tomar clases de jazz con Sanford Gold, a quien la había recomendado Bill Evans, que fue quien la impulsó a tocar jazz. 
Tras trasladarse a Nueva York, recibió clasdes en los "Dick Grove Music Workshops" en Studio City, mientras tocaba el piano en un restaurante todas las noches. Grabó una maqueta con sus composiciones y la envió a William Ackerman, quien la fichó para su sello Windham Hill Records, que las publicó en disco bajo el título de Solid Colors.
En los años 1980, Story emergió como una prominente figura de la new age, realizando continuas giras por todo el país, a la vez que realizaba grabaciones, tanto para Windham Hill como para el subsello de RCA, Novus Records. Su estilo cruza diversos géneros.

## Discografía
- Solid Colors (1983)
- Unaccountable Effect (1985)
- Part of Fortune (1986)
- Speechless (1989)
- Escape of the Circus Ponies (1990)
- My Foolish Heart (1992) (reeditado en 2009 por Valley Entertainment[4])
- The Gift (1994)
- Liz Story (1996)
- 17 Seconds to Anywhere (1998)
- Welcome Home: The Very Best of Liz Story (2001)
- Night Sky Essays (2005)
- Pure Liz Story (2006)